# Nearctaphis sensoriata
Nearctaphis sensoriata är en insektsart som först beskrevs av David D. Gillette och Bragg 1918.  Nearctaphis sensoriata ingår i släktet Nearctaphis och familjen långrörsbladlöss. Inga underarter finns listade i Catalogue of Life.